# Euglenida
Az Euglenida/Euglenoida (ICZN) az egyik legjobban ismert ostoroscsoport, mely az ostoros moszatok (Euglenozoa) közé tartozik, sejtszerkezete a csoportéra jellemző. Gyakoriak édesvízben, különösen szerves anyagokban gazdagokban, ismert néhány tengeri és endoszimbionta tag is. Legtöbbjük fagocitózissal vagy diffúzióval táplálkozik. Egy, a mixotróf Rapaza viridisből álló monofiletikus csoport, továbbá az Eutreptiales (24 faj) és az Euglenales (983 faj) kloroplasztiszt tartalmaz, így tápanyagukat fotoszintézissel maguk állítják elő. E csoport tartalmaz paramilont.
Az Euglenida a többi ostoros moszattól több mint egymilliárd évvel ezelőtt vált külön. Az élő fotoszintetikus fajok plasztisza fagotróf eukariovor ostoros és egy Pyramimonasszal rokon zöldmoszat közti szekunder endoszimbiózisból származik. 2024 januárjában néhány Euglenida-fosszíliáról kiderült, hogy tévesen Pseudoschizaea-héjakként azonosították.

## Felépítés

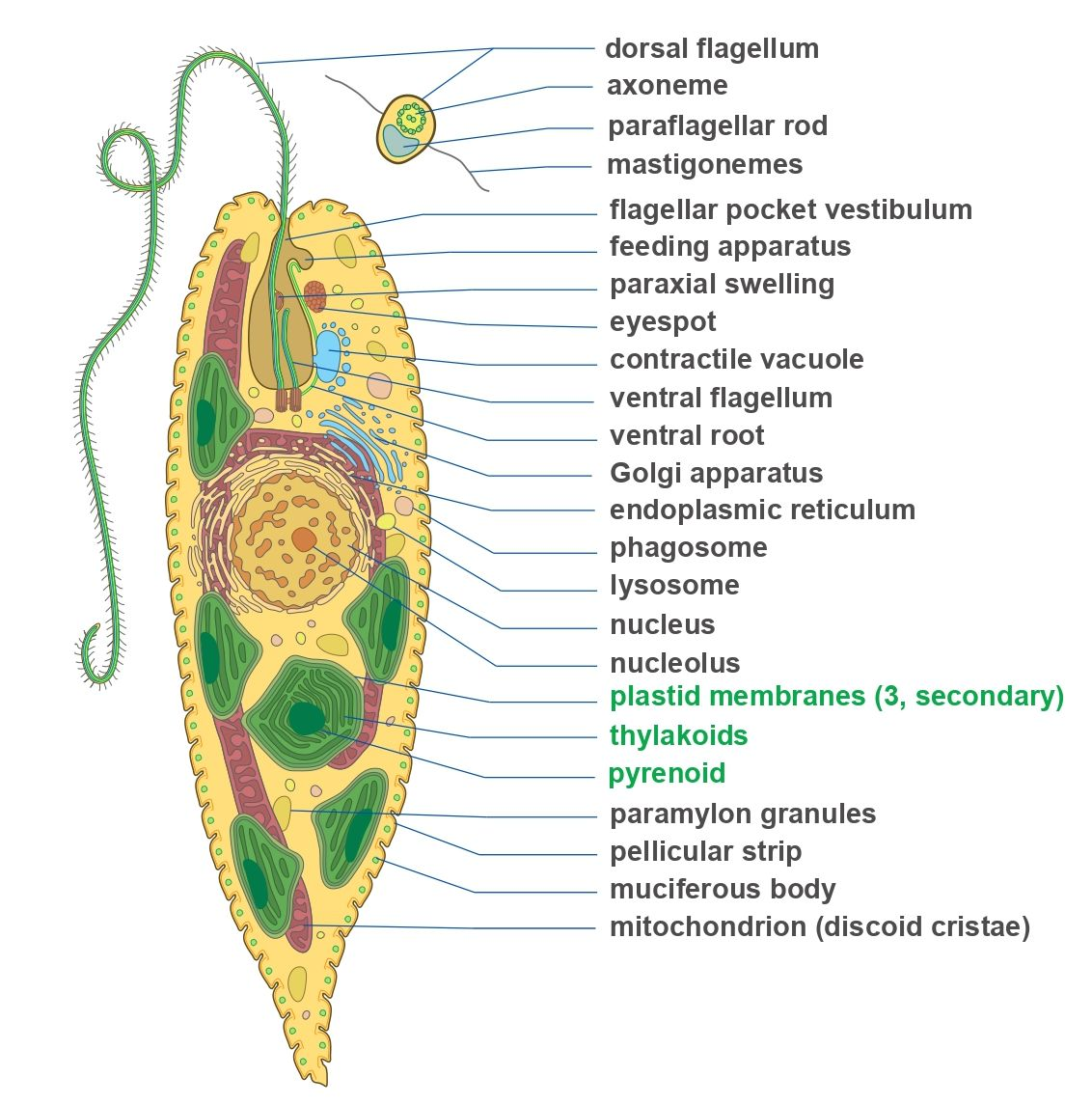
Az euglenidák felépítése (szerző: Patrick Keeling és Yana Eglit)

Az euglenidákat elsősorban a sejtet borító pellikula különbözteti meg. Taxonjukban ez az egyik legsokszínűbb morfológiai jellemzőjük. Ez dorzális és ventrális mikrotubulusok által összetartott a sejtmembrán alatti fehérjerétegekből áll. Lehet rideg vagy rugalmas, és meghatározza a sejt alakját, gyakran megkülönböztető csíkozást adva. A legtöbb tagban ezek egymáson elcsúszhatnak, metabóliát létrehozva. Ezenkívül ostorokkal is mozognak.

## Besorolás

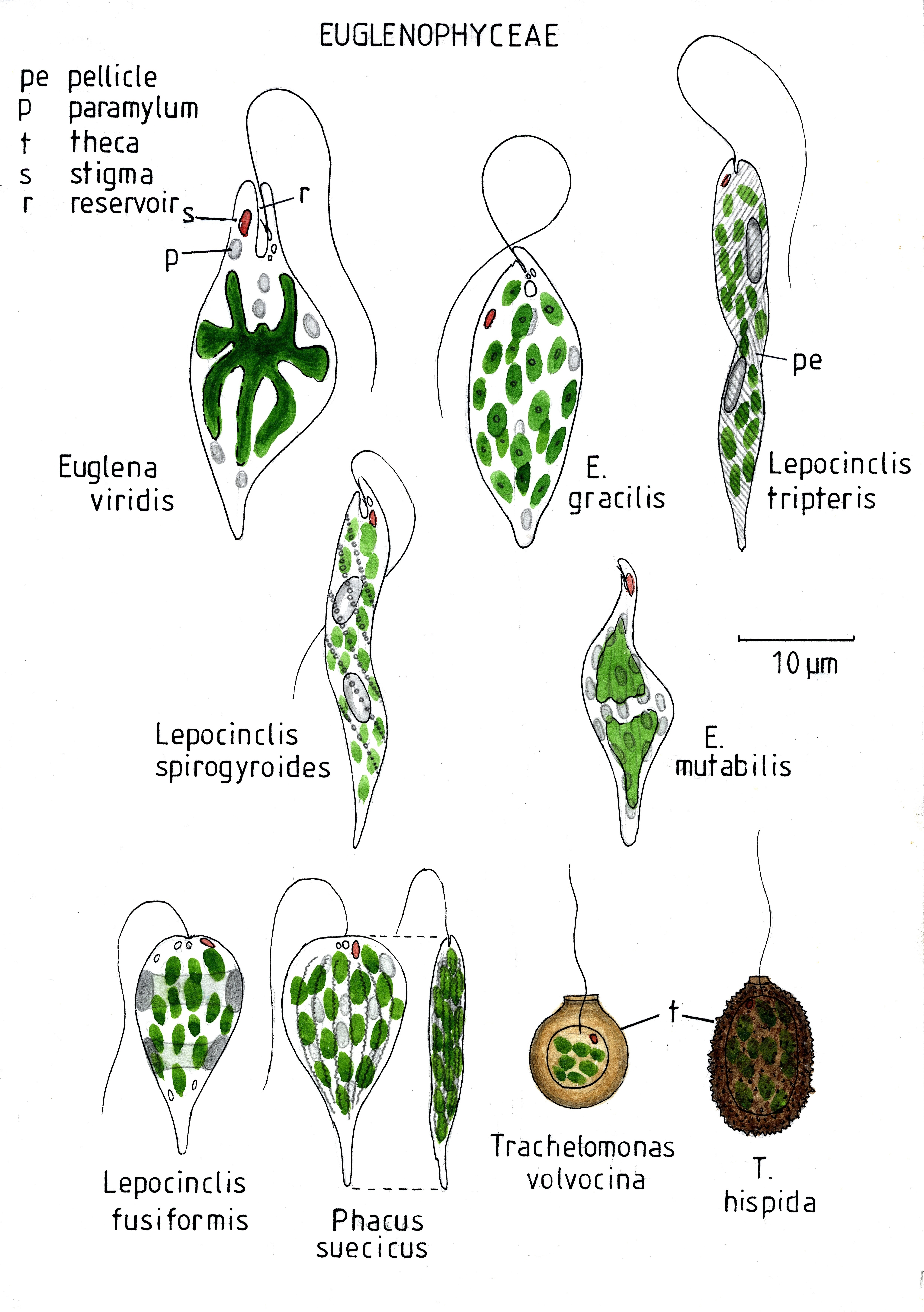
Euglenidák diagnosztikai rajza

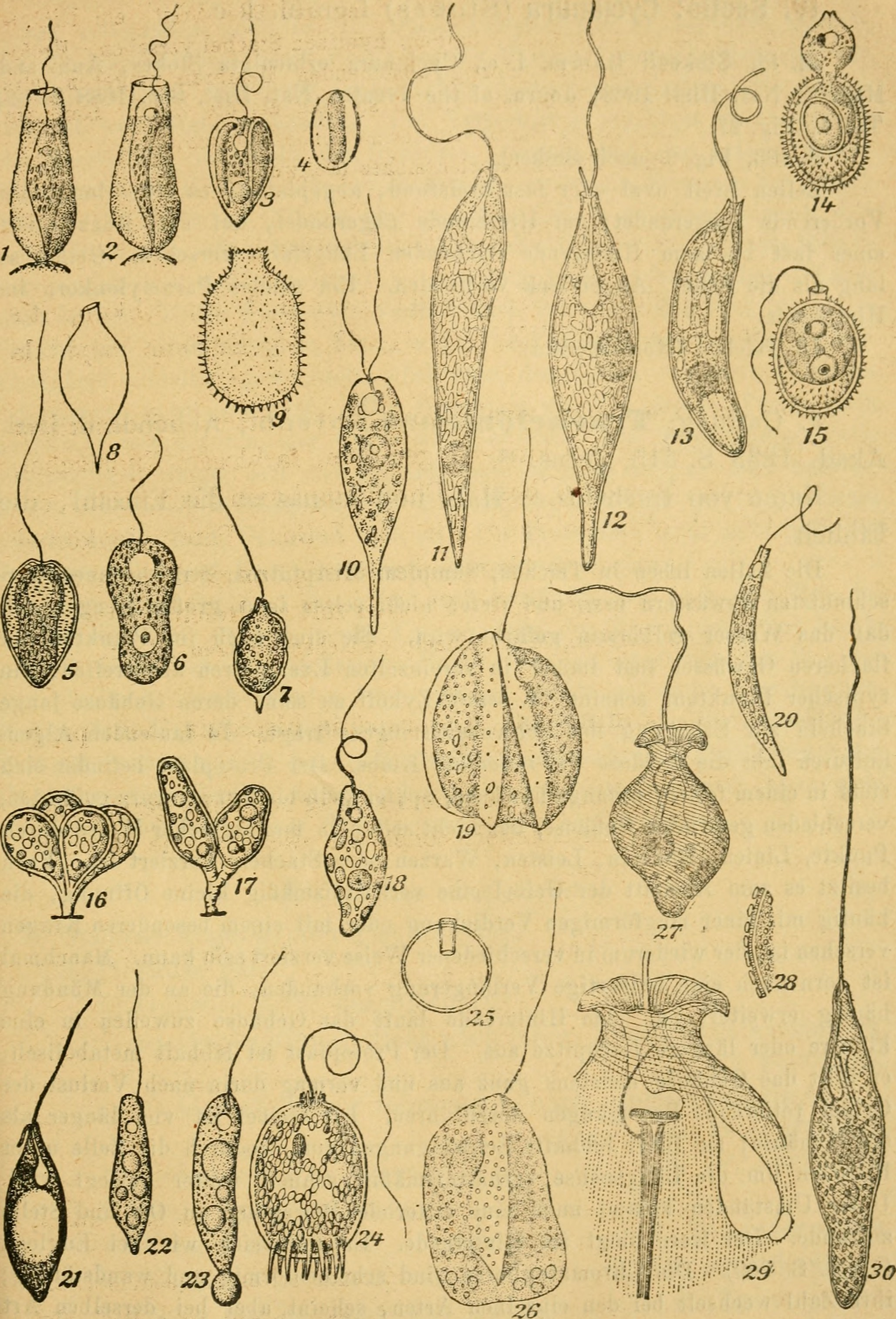
1—2. Ascoglena sp. (Euglenales) 3–4. Cryptoglena sp. (idem); 5–9, 14–15, 24–25, 27–29. Trachelomonas spp. (id.); 10. Eutreptia sp. (Eutreptiales); 11, 20. Astasia spp. (Euglenales); 12. Distigma sp. (Eutreptiales);
13. Menoid[i]um sp. (Rhabdomonadales); 16–18. Colacium sp. (Euglenales); 19, 26. Petalomonas spp. (Sphenomonadales); 21. Sphenomonas sp. (id.); 22–23. Euglenopsis sp. (Euglenales); 30. Peranema sp. (Heteronematales)

Az euglenidákat először Otto Bütschli írta le 1884-ben az Euglenida ostorosrendben állatként. Később a botanikusok létrehozták az Euglenophyta algatörzset, így állatként és növényként is besorolták, mivel mindkettővel vannak közös jellemzőik. Az ilyen ütközések miatt hozták létre a protiszták országát.  Azonban kettős elhelyezkedésüket az ostorosok felosztásáig megtartották, és mindkét név használatos a csoportra. Klorofilljaikat nem rejtik további pigmentek.

## Táplálkozás
Az euglenidák besorolása változó, ahogy a molekuláris filogenetikának megfelelően módosítják a csoportokat. Ezek a táplálkozási és ostorszámbeli különbség alapján meghatározott hagyományos csoportokkal egybeesnek, és kiindulópontot adnak a meghatározásukra. A pellikuluszok eltérő jellemzői alapján a mozgási és táplálkozási mód is megismerhető.
A többi ostorosmoszathoz hasonlóan az elsődleges táplálkozási mód a fagocitózis. A zsákmány, például baktériumok és kisebb ostorosok mikrotubulusok által támasztott sejtszájon keresztül jutnak be. Ezek gyakran 2 vagy több rudat, az Entosiphonban szifont alkotnak. A legtöbb fagotróf euglenida egy vezető és egy követő ostorral rendelkezik, utóbbival a szubsztráton siklanak. Egyesek, például a Peranema vezető ostora rideg, csak a vége mozog.

### Ozmotróf fajok
Mivel nincs hasznos jellemzőjük taxonómiai szempontból, ozmotróf fajai eredete ismeretlen, de bizonyos morfológiai jellemzők alapján néhány ozmotróf faj fototróf és fagotróf ősöktől származik.
Hosszabb fényhiány vagy károsanyag-kitettség a kloroplasztiszok atrófiáját és lebomlását okozza további károsodás nélkül. Számos kloroplasztisz nélküli fajt korábban önálló nemzetségekbe soroltak, például az Astasia (színtelen Euglena) és a Hyalophacus (színtelen Phacus) esetén. A fejlett sejtszáj hiánya miatt ezek kizárólag ozmotrófok.

## Szaporodás
Bár az euglenidák számos közös jellemzővel rendelkeznek az állatokkal, ezért eredetileg oda sorolták, nem ismert, hogy ivaros szaporodásban részt vesznek-e.
Az euglenidák ivartalan szaporodása kettéhasadással történik, a sejtek mitózissal és citokinézissel osztódnak. Ez jelentősen eltérő sorrendben történik. Először az alapi testek és ostorok osztódnak, majd a sejtszáj és a mikrotubulusok, végül a sejtmag és a fennmaradó sejtváz. Ezután az élőlény az alapi testeknél kettéválik, ez középre kerül, míg két külön euglenidává nem válnak. Az osztódás módja és az elválás tengelye miatt longitudinális sejtosztódásnak vagy kettéhasadásnak nevezik.

## Fordítás
Ez a szócikk részben vagy egészben  az   Euglenid című angol Wikipédia-szócikk ezen változatának fordításán alapul.  Az eredeti cikk szerkesztőit annak laptörténete sorolja fel. Ez a jelzés csupán a megfogalmazás eredetét és a szerzői jogokat jelzi, nem szolgál a cikkben szereplő információk forrásmegjelöléseként.